# Virna Lisi

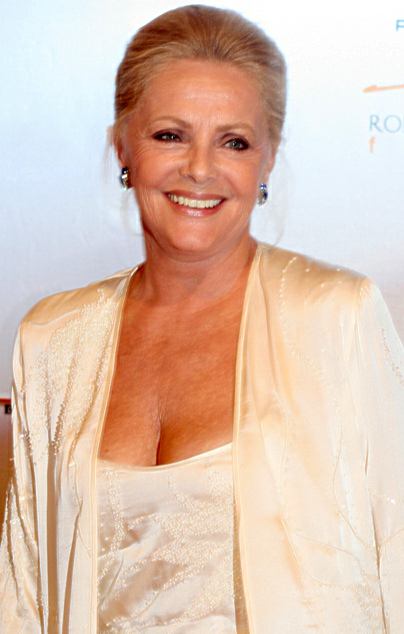
Virna Lisi (2011)

Virna Lisi; eigentlich Virna Lisa Pieralisi (* 8. September 1936 in Ancona; † 18. Dezember 2014 in Rom), war eine italienische Schauspielerin.

## Leben und Karriere
Virna Lisa „Lisi“ Pieralsi begann ihre Filmkarriere 1953 mit dem Film E Napoli Canta. Sie studierte Rechtswissenschaften und betätigte sich als Pianistin, widmete sich aber weiterhin ihrer Arbeit für den Film. Bis 1963 drehte sie ausschließlich in ihrem Heimatland. 1964 folgten die ersten Filme in Hollywood, u. a. an der Seite von Frank Sinatra (Überfall auf die Queen Mary), Jack Lemmon (Wie bringt man seine Frau um?) und Tony Curtis (Finger weg von meiner Frau). Ende der 1960er Jahre kehrte Lisi nach Italien zurück und drehte hauptsächlich dort. Später kam sie mit Filmdramen wie Liliana Cavanis Jenseits von Gut und Böse (1978), Alberto Lattuadas La Cicala (1980) und Luigi Comencinis Gino & Elvira – Alte Liebe rostet nicht (1989) mehr und mehr zu Charakterrollen, für die sie Lob von der Kritik erhielt und mehrfach preisgekrönt wurde. Als einer ihrer größten Erfolge gilt die Rolle der Katharina von Medici in Patrice Chéreaus Historiendrama Die Bartholomäusnacht (1994), für die sie sowohl mit dem französischen Filmpreis César als auch mit dem Darstellerpreis auf den Filmfestspielen von Cannes 1994 ausgezeichnet wurde.
2009 erhielt Virna Lisi einen David di Donatello für ihr Lebenswerk. Sie starb nach einer Lungenkrebserkrankung am 18. Dezember 2014 in Rom.

## Filmografie (Auswahl)
- 1953: E Napoli canta – Regie: Armando Grottini
- 1953: Das Todesseil (La corda d’acciaio) – Regie: Carlo Borghesio
- 1955: Unterm Leuchtturm der Liebe (La rossa) – Regie: Luigi Capuano
- 1956: Die Frau des Tages (La donna del giorno) – Regie: Francesco Maselli
- 1958: Totò und Peppino (Totò, Peppino e le fanatiche) – Regie: Mario Mattoli
- 1959: Und den Henker im Nacken (Vite perdute) – Regie: Adelchi Bianchi, Roberto Mauri
- 1959: Theaterträume (Il mondo dei miracoli) – Regie: Luigi Capuano
- 1960: Kasernengeflüster (Un militare e mezzo) – Regie: Steno
- 1961: Seine Exzellenz bleibt zum Essen (Sua Eccellenza si fermò a mangiare) – Regie: Mario Mattoli
- 1961: Romulus und Remus (Romolo e Remo)
- 1962: Eva
- 1963: Des Teufels schwache Seite (Les bonnes causes) – Regie: Christian-Jaque
- 1964: Die schwarze Tulpe (La Tulipe noire)
- 1964: FBI-Agent Cooper – Der Fall Tex (Coplan prend des risques) – Regie: Maurice Labro
- 1965: Wie bringt man seine Frau um? (How to murder your wife)
- 1965: Casanova ’70
- 1966: Aber, aber, meine Herren… (Signore & signori)
- 1966: Finger weg von meiner Frau (Not my wife, don’t you)
- 1966: Überfall auf die Queen Mary (Assault on a Queen)
- 1967: Das Mädchen und der General (La ragazza e il generale)
- 1967: Die 25. Stunde (La 25e Heure)
- 1968: Ladies, Ladies (Le dolci signore) – Regie: Luigi Zampa
- 1968: Lieber eine junge Witwe (Meglio vedova) – Regie: Duccio Tessari
- 1969: So reisen und so lieben wir (If it’s Tuesday it must be Belgium)
- 1969: Das Mädchen, das nicht nein sagen konnte (Il suo modo di fare) – Regie: Franco Brusati
- 1969: Pascal (L’abre de Noël) – Regie: Terence Young
- 1969: Das Geheimnis von Santa Vittoria (The Secret of Santa Vittoria)
- 1970: Schüsse aus der Manteltasche (Le temps des loups) – Regie: Sergio Gobbi
- 1970: Break-Up (L' uomo dei palloni)
- 1971: Der letzte Tanz des blonden Teufels (Un beau monstre)
- 1972: Blaubart (Barbe bleu)
- 1973: Die Schlange (Le serpent)
- 1973: Wolfsblut (Zanna bianca)
- 1974: Die Teufelsschlucht der wilden Wölfe (Il ritorno di Zanna Bianca)
- 1977: Jenseits von Gut und Böse (Al di là del bene e del male) – Regie: Liliana Cavani
- 1979: Ernesto
- 1979: Gestohlene Herzen (Bugie bianche)
- 1983: Gelati und Amore (Sapore di mare) – Regie: Carlo Vanzina
- 1984: Ein bißchen verliebt (Amarsi un po)
- 1985: Christopher Columbus
- 1987: I Love N.Y. (I Love N.Y.) – Regie: Alan Smithee
- 1989: Gino & Elvira – Alte Liebe rostet nicht (Buon Natale… Buon anno) – Regie: Luigi Comencini
- 1989: Enrico Fermi – Sein Weg zum Ruhm (I ragazzi di via Panisperna) – Regie: Gianni Amelio
- 1991: Das Geheimnis des schwarzen Dschungels (3-teiliger Fernsehfilm)
- 1994: Die Bartholomäusnacht (La Reine Margot)
- 1996: Geh, wohin Dein Herz Dich trägt (Va' dove ti porta il cuore) – Regie: Cristina Comencini
- 1999: Balzac – Ein Leben voller Leidenschaft (Balzac)
- 1999: Bergkristall – Verirrt im Schnee (Cristallo di rocca)
- 2002: Der schönste Tag in meinem Leben (Il più bel giorno della mia vita) – Regie: Cristina Comencini
- 2004: Die Jungen von der Paulstraße (I ragazzi della via Pál)

## Auszeichnungen (Auswahl)
- 1978: Nastro d’Argento für Jenseits von Gut und Böse (Beste Nebendarstellerin)
- 1980: David di Donatello für La cicala (Beste Darstellerin)
- 1983: David di Donatello für Gelati und Amore (Beste Hauptdarstellerin)
- 1983: Nastro d’Argento für Gelati und Amore (Beste Nebendarstellerin)
- 1990: Nastro d’Argento für Gino & Elvira – Alte Liebe rostet nicht (Beste Hauptdarstellerin)
- 1994: Darstellerpreis der Internationalen Filmfestspiele von Cannes für Die Bartholomäusnacht
- 1995: César für Die Bartholomäusnacht (Beste Nebendarstellerin)
- 1995: Nastro d’Argento für Die Bartholomäusnacht (Beste Nebendarstellerin)
- 1997: Nastro d’Argento für Geh’, wohin Dein Herz Dich trägt (Beste Hauptdarstellerin)
- 1996: David di Donatello (Spezialpreis für ihre Karriere)
- 2002: Nastro d’Argento für Der schönste Tag in meinem Leben (Beste Nebendarstellerin)
- 2009: David di Donatello (Ehrenpreis für ihr Lebenswerk)
- 2011: Pietro-Bianchi-Preis der Internationalen Filmfestspiele von Venedig